# Trần Thanh Hải
Trần Thanh Hải (* 18. September 1982) ist ein vietnamesischer Badmintonspieler. 

## Karriere
Tran Thanh Hai nahm 2006 an den Asienspielen und 2007 an den Südostasienspielen teil. 2006 startete er auch bei den Badminton-Weltmeisterschaften. Seine beste Platzierung erreichte er mit Platz 5 im Herrendoppel bei den Südostasienspielen 2007. Bei den Asienspielen schied er dagegen schon in Runde eins des Herrendoppels aus. Bei den Weltmeisterschaften gewann er sein Auftaktmatch, unterlag dann jedoch in Runde 2.